# نخست‌وزیر و من
نخست‌وزیر و من (کره‌ای: 총리와 나) یک مجموعهٔ تلویزیونی کره جنوبی سال ۲۰۱۳ با بازی ایم یون آه، لی بوم-سو، یون شی-یون، چه جونگ آن و ریو جین است. این مجموعه از ۹ دسامبر ۲۰۱۳ تا ۴ فوریه ۲۰۱۴، روزهای دوشنبه و سه‌شنبه ساعت ۲۲:۰۰ (کی‌اس‌تی) از کی‌بی‌اس۲ برای ۱۷ قسمت پخش شد.

## بازیگران

### اصلی
- ایم یون آه در نقش نام دا جونگ[۵][۶][۷][۸]

۲۸ ساله و خبرنگار روزنامه مصور است.
- لی بوم-سو در نقش کوان یول[۱۰]

۴۲ ساله و جوان‌ترین نخست‌وزیر کره جنوبی است.
- یون شی-یون در نقش کانگ این هو[۱۱]

۳۲ ساله و دستیار نخست‌وزیر است.
- چه جونگ آن در نقش سو هه جو[۱۲]
  - جونگ دا-بین در نقش جوانی هه جو

۳۵ ساله که با کوان یول در یک دانشگاه درس خوانده و نزدیک‌ترین کارمند به او است.
- ریو جین در نقش پارک جون کی

۴۲ ساله و وزیر اقتصاد و دارایی است.